# Годув (гмина)
Годув (пол. Godów) — сельская гмина (волость) в Польше, входит как административная единица в Водзиславский повет, Силезское воеводство. Население — 12 395 человек (на 2004 год).

## Демография
| Перепись                       | Всего   | Всего | Женщины | Женщины | Мужчины | Мужчины |
| ------------------------------ | ------- | ----- | ------- | ------- | ------- | ------- |
| Единицы                        | человек | %     | человек | %       | человек | %       |
| Население                      | 12 395  | 100   | 6345    | 51,2    | 6050    | 48,8    |
| Плотность населения (чел./км²) | 326,4   | 326,4 | 167,1   | 167,1   | 159,3   | 159,3   |

## Поселения
1. Годув
2. Голковице
3. Кростошовице
4. Лазиска
5. Скшишув
6. Скрбеньско
7. Подбуче

## Соседние гмины
1. Гмина Гожице
2. Ястшембе-Здруй
3. Гмина Мшана
4. Водзислав-Слёнски